# Vahid Aliyev (général)
 (décembre 2023).
Pour les articles homonymes, voir Aliyev.
Vahid Aliyev (en azéri :Vahid Əli oğlu Əliyev ; né le 19 avril 1969 à Bakou) est un lieutenant général, assistant du président de la République d'Azerbaïdjan pour les questions de défense (2002-2017), chef adjoint de l'administration du président de la République d'Azerbaïdjan (2012- 2017).

## Biographie
Vahid Ali oglu Aliyev est né le 19 avril 1969 à Bakou. En 1983-1986, il étudie au lycée militaire du nom de Dj. Nakhchivansky, puis est diplômé de l'Académie militaro-politique supérieure de Leningrad du nom d'Andropov et de la Faculté de droit de l'Université d'État d'Azerbaïdjan.
- En 1990-1991, il sert dans le régiment spécial de renseignement des forces armées de l'URSS.
- En 1991-1996, il est commissaire aux opérations du département spécial auprès du président de la République d'Azerbaïdjan, chef du département, de mars à novembre.
- En 1996, il est chef du Département spécial de la République autonome du Nakhitchevan.
- En 1996 - 1997, il travaille comme vice-ministre de la Sécurité nationale de la République autonome du Nakhitchevan,
- En 1997-2002, il est ministre de la Sécurité nationale de la République autonome du Nakhitchevan.

Par décret du Président de la République d'Azerbaïdjan du 12 avril 2002, il est nommé assistant du Président de la République d'Azerbaïdjan, chef adjoint de l'administration du Président de la République d'Azerbaïdjan par décret du Président de la République d'Azerbaïdjan en date du 30 novembre 2012.

## Période de service militaire
- Régiment spécial de renseignement des Forces armées de l'URSS (1990-1991)
- Département spécial auprès du Président de la République d'Azerbaïdjan, commissaire aux opérations, chef du département (1991-1996)
- Administration spéciale du Nakhitchevan, Directeur (03.1996-11.1996)
- Ministère de la Sécurité nationale du Nakhitchevan, vice-ministre (1996-1997)
- Ministère de la Sécurité nationale du Nakhitchevan, ministre (1997-2002)
- Assistant du Président de la République d'Azerbaïdjan (2002-2017)[3]
- Chef adjoint de l'administration du Président de la République d'Azerbaïdjan (2012-2017)[4]